# Publications of the Astronomical Society of the Pacific
Ne doit pas être confondu avec PASP (fichier).
Les Publications of the Astronomical Society of the Pacific (abrégé en Publ. Astron. Soc. Pac. ou PASP) sont une revue scientifique mensuelle à comité de lecture spécialisée en astronomie et astrophysique. Le journal appartient à l’Astronomical Society of the Pacific et est édité par l'University of Chicago Press depuis 1889. 
D'après le Journal Citation Reports, le facteur d'impact de ce journal était de 3,009 en 2009.

## Bureau éditorial
Depuis 2005, la direction de publication est assurée par Paula Szkody (Université de Washington, États-Unis).
Liste des anciens directeurs de publication :
- Edward S. Holden, 1889-1898
- Robert G. Aitken, 1898-1942
- Seth B. Nicholson, 1943-1955
- William P. Bidelman, 1956-1961
- Katherine G. Kron, 1961-1968
- D. Harold McNamara, 1968-1991
- Howard E. Bond, 1991-1997
- Anne Cowley and David Hartwick, 1998-2005